# Polla pallidoplaga
Polla pallidoplaga là một loài bướm đêm trong họ Geometridae.